# Casa al carrer Canyelles, 70-74 (Roses)
La Casa al carrer Canyelles, 70-74 és un edifici situat al carrer Canyelles, número 70-74, del municipi de Roses, a la comarca catalana de l'Alt Empordà. Aquesta obra està protegida com a bé cultural d'interès local.

## Descripció
Situat a l'est del nucli urbà de la població, a la franja costanera situada entre el mar i la carretera de Canyelles, a l'entrada de la platja de Canyelles Petites.
Es tracta d'un conjunt aïllat format per dos xalets aparellats de les mateixes característiques. Formats per diversos cossos adossats, les façanes principals es troben a peu de carretera, mentre que la resta de l'edifici està construït a un nivell inferior i a peu de platja. La planta de l'edifici està formada per un cos central rectangular i, a cada extrem, els dos habitatges, constituïts per uns cossos estructurals arrodonits que s'adapten a la franja costanera. Aquests habitatges estan formats per una planta baixa, situada al nivell de la carretera, i per una planta semisoterrada, que ocupa la part posterior de l'edifici. Les obertures presents a tots dos edificis són rectangulars i quadrades, sense cap element decoratiu a destacar. Interiorment, cada edifici està compost d'un garatge superior (situat a peu de la carretera de Canyelles), vestíbul, saló, vuit habitacions, tres banys, cuina, rebost i menjador - sala d'estar.
Exteriorment, totes les façanes es troben arrebossades i pintades de color blanc, donant un aspecte mediterrani al conjunt.

## Història
Xalets coneguts popularment com "El Submarí", amb una superfície total construïda de 150m2
en una parcel·la de 1200m2
Pelai Martínez i Paricio (Figueres 1898-1978). Arquitecte català. Titulat l'any 1920, va esdevenir l'arquitecte més jove d'Espanya. El 1925 va ser nomenat Catedràtic Auxiliar de Projectes de l'Escola de Barcelona i el 1942 en va obtenir la Càtedra. A l'Exposició Universal del 1929 va guanyar el concurs del Palau de les Arts Gràfiques i va dirigir les obres del Palau d'Agricultura.
Bona part de la seva obra la va realitzar a l'Alt i el Baix Empordà, a la Costa Brava i a la ciutat de Figueres, d'on va ser arquitecte municipal interí. També va exercir d'arquitecte municipal de la Bisbal d'Empordà durant diverses dècades. A la seva ciutat natal són remarcables l'escalinata del Parc Bosc, la Casa Cordomí/Canet a la Rambla i el monument a Pep Ventura.
A l'Arxiu Històric de Figures es conserva el fons que prové del despatx de l'arquitecte. Consta de 1069 projectes datats entre 1933 i 1976 juntament amb un fons de 160 fotografies en blanc i negre, i color.